# Tinodes irwini
Tinodes irwini is een schietmot uit de familie Psychomyiidae. De soort komt voor in het Afrotropisch gebied.